# عاصفة فوق النيل
عاصفة فوق النيل هو فيلم مغامرات بريطاني صدر عام 1955 مقتبس من رواية الريشات الأربع الصادرة عام 1902، من إخراج تيرينس يونج وزولتان كوردا. لم يستخدم الفيلم على نطاق واسع لقطات من مشاهد الحركة من نسخة الفيلم عام 1939 فحسب، بل إنه أيضًا إعادة إنتاج لقطة بلقطة تقريبًا، والذي أخرجه كوردا أيضًا. كما تم استخدام العديد من المقطوعات الموسيقية للملحن الأصلي ميكلوس روزسا أيضًا. شارك في بطولة الفيلم أنتوني ستيل، ولورانس هارفي، وجيمس روبرتسون جستيس، وماري يور، وإيان كارمايكل، ومايكل هوردرن، وكريستوفر لي. تم تصوير الفيلم في السودان.

## ملخص القصة
هاري فافرشام، وهو طفل حساس، يشعر بالرعب من والده وأصدقائه المحاربين القدامى في حرب القرم الذين يروون له حكايات الجبن التي غالبًا ما تنتهي بالانتحار. وعندما يكبر، يتبع هاري رغبات والده ويتم تكليفه في فوج شمال سري الملكي. كما يخطب ابنة صديق والده، الجنرال بوروز.
بعد عام من وفاة والده، تلقى أفراد شمال سري في إنجلترا الأوامر بالانتشار في حملة السودان للانضمام إلى قوات الجنرال كيتشنر للانتقام لموت الجنرال جوردون في الخرطوم. يستقيل هاري من مهمته عشية رحيل فوجه، وعندها يتلقى ريشة بيضاء (رمزًا للجبن) من ثلاثة من زملائه الضباط وخطيبته.
غير قادر على العيش كجبان، يتصل هاري بصديق متعاطف لوالده، الدكتور ساتون، للحصول على مساعدته واتصالاته للانضمام إلى الحملة في السودان. يلتقي هاري بصديق الدكتور ساتون الدكتور حراز في مصر، الذي يساعد هاري في التنكر كعضو في قبيلة تم قطع ألسنتهم بسبب خيانتهم من قبل أنصار المهدي. يخضع هاري لعلامة على جبهته - علامة عار تحدد أعضاء القبيلة - ويصبغ لون بشرته. هذا المسار المتطرف مطلوب لإخفاء حقيقة أنه لا يستطيع التحدث باللغة العربية أو أي لغة أصلية أخرى.
في زي عامل أصلي، يتبع هاري شركته القديمة، التي صدرت لها أوامر بإنشاء تحويل لإلهاء العدو. يفقد رفيقه السابق ومنافسه الكابتن دورانس، خوذته في دورية استطلاعية. لا يستطيع استردادها أو التحرك من وضع يواجه الشمس نتيجة بحث السودانيين عنه. الساعات التي أجبر فيها على النظر إلى الشمس الحارقة تجعله أعمى.
يحذر هاري الشركة بشكل مجهول من هجوم العدو الليلي، لكنه يفقد الوعي. تُباد شركته، ويأسر العدو أصدقاء هاري السابقين، الضابطان بوروز وويلوبي، ويُسجنان في أم درمان. يلعب هاري دور الأبكم مع دورانس الأعمى ويرشده إلى الخطوط البريطانية ثم يدخل أم درمان لإنقاذ أصدقائه القدامى.

## طاقم التمثيل
- أنتوني ستيل بدور هاري فافرشام
- لورانس هارفي بدور جون دورانس
- جيمس روبرتسون جستيس بدور الجنرال بوروز
- ماري يور بدور ماري بوروز
- رونالد لويس بدور بيتر بوروز
- إيان كارمايكل بدور ويلوبي
- جاك لامبرت بدور العقيد
- ريموند فرانسيس بدور مساعد العقيد
- جيفري كين بدور الدكتور ساتون
- مايكل هوردرن بدور الجنرال فافرشام
- فردي ماين بدور الدكتور هاراز
- كريستوفر لي بدور كاراجا باشا
- جون وين بدور الرقيب
- أفيس سكوت بدور زوجة الرقيب
- روجر ديلجادو بدور الجاسوس الأصلي
- فرانك سينجوينو بدور الخادم الأصلي
- بن ويليامز بدور كبير خدم فافرشام
- فينسنت هولمان بدور كبير خدم بوروز
- بول ستريذر بدور هاري فافرشام وهو صبي
- ن. البصري بدور الدراويش
- م. ح. جاد الله بدور الدراويش
- مايكل أرجي بدور الدراويش
- إدوين كاري بدور الدراويش
- جون لوري بدور الخليفة (غير مذكور) (في تسلسل مأخوذ من فيلم كوردا لعام 1939 "الريشات الأربع"، إلى جانب بعض مشاهد المعركة)
- سام كيد بدور جو (غير مذكور)

## روابط خارجية
- عاصفة فوق النيل  في قاعدة بيانات الأفلام على الإنترنت (بالإنجليزية)